# ناجارجونا (ممثل)
ناجارجونا هو ممثل ومنتج هندي ولد في 29 أغسطس 1959.

## روابط خارجية
- ناجارجونا (ممثل) على موقع IMDb (الإنجليزية)
- ناجارجونا (ممثل) على موقع قاعدة بيانات الفيلم (الإنجليزية)